# Jul & Julia
Jul & Julia is een Nederlandse kinderserie over de twee hoofdmascottes van pretpark Julianatoren ten westen van Apeldoorn. Samen met de andere parkmascottes Meneer Kaasgaaf, Mevrouw Suikerspin en Cas de Ranger beleven zij avonturen voor kinderen in de vorm van televisieseries, shows en YouTube-content.
De mascottes kwamen in 2014 tot leven in samenwerking met entertainmentbedrijf Van Hoorne Studios. Zij waren tot 2020 verantwoordelijk voor de shows en avonturenseries welke in de beginjaren werden uitgezonden op RTL Telekids. Na verschillende seizoenen begon Julianatoren alle shows en series zelf te produceren. In 2022 en 2023 waren deze series te zien op RTL 4 en tot op heden zijn alle afleveringen terug te kijken via Videoland.

## Rolverdeling
| Personage          | Acteur/actrice                                                                          |
| ------------------ | --------------------------------------------------------------------------------------- |
| Jul de Muis        | Martijn Mulders                                                                         |
| Julia de Muis      | Sita Vermeulen                                                                          |
| Meneer Kaasgaaf    | Pieter Ketelaars (2020 - heden) Aron Bruisten (2014-2020)                               |
| Mevrouw Suikerspin | Manon van Tuijl (2020 - heden) Inge de Weerd (2022 - heden) Sandra Dijkstra (2014-2020) |
| Cas de Ranger      | Mart Rogaar                                                                             |
| Boef Ben Bang      | Koen Iking                                                                              |
| Boef Bennie Dom    | Robbert van Unnik                                                                       |

## Series
| Titel                                               | Gastrol                                                                                                |
| --------------------------------------------------- | --- |
| Jul & Julia en de lentekriebels                     | Gastrol voor: - Wessel Wit                                                                             |
| Jul & Julia - Het grote Sinterklaas avontuur        | Gastrollen voor: - Mylene d'Anjou - Ger Otte - Annelieke van Genk - Nalisia de Wolff - Rowin Krechting |
| Lente TV 2023/2024                                  | Gastrollen voor: - Robin van der Elst - Bas Mannee                                                     |
| Jul & Julia - De verdwenen prinses                  | Gastrollen voor: - David Slob - Imahni Tsolakis                                                        |
| Jul & Julia en de verdwenen sleutel                 | |
| Jul & Julia - Herrie op de Prairie                  | Gastrollen voor: - Marjolijn Touw - Benjamin Murck - Harmen Schultink                                  |
| Jul & Julia en de verdwenen piratenschat            | Gastrol voor: - Marissa van der Meer                                                                   |
| Jul & Julia en het torenspook                       | |
| Jul & Julia en het grote verjaardagsfeest           | |
| Jul & Julia en de ontvoering van Mevrouw Suikerspin | |
| Jul & Julia en De Kroon van de Baron                | |
| Jul & Julia en de vakantie van Meneer Kaasgaaf      | |
| Jul & Julia en de Robot van Meneer Kaasgaaf         | |
| Jul & Julia en de schone slaapster                  | |
| Jul & Julia en het snoepjesmonster                  | |
| Jul & Julia en De vlucht naar het verleden          | |
| Jul & Julia In het Wilde Westen                     | |
| Jul & Julia en de ijsmeesteer                       | |

## Parkshows
- De grote Sinterklaasshow (2023)
- De spoken van Griezelstijn (2015 - 2023)
- De grote dinoshow (2022-2023)
- Het magische Kristallenpaleis (2023 - 2024)
- Jul & Julia en de lentekriebels (2022-2024)
- De verjaardagsshow (2015 - 2022)
- Jul & Julia en de knallende kluis (2022)
- De grote safarishow (2019)
- Jul & Julia en het sleutelmysterie (2017)
- Afas Sprookjesshow (2015 - 2016)